# Vohindava
Vohindava est une commune rurale malgache située dans la partie sud-est de la région de Fitovinany sur la cote est de Madagascar.

## Géographie
Vohindava est une commune de brousse composée de 7 fokotany (villages) : Vohindava, Seranambe, Mahazoarivo, Nohonana, Imainty, Vohitramba et Ambinany.
Son maire est Thierry Orlan et le Président du Conseil municipal, M. Fanana. M. Thierry Orlan est la première personne porteuse de handicap physique ayant accédé à la fonction de maire, à Madagascar. La commune rurale de Vohindava est engagée depuis l'année 2011 dans un partenariat avec la commune française de Sciez-sur-Léman (Haute-Savoie) par le biais d'une convention de Coopération décentralisée.

## Démographie
Selon l'Etat civil de la commune, la population était de 11 600 habitants en 2007. Elle enregistrait cette même année 349 naissances et 37 décès. Le taux de mortalité était de 31,8. En 2018, la population de la commune de Vohindava est estimée à 16 000 habitants.